# 会津塩沢駅
会津塩沢駅（あいづしおざわえき）は、福島県南会津郡只見町大字塩沢字上田にある、東日本旅客鉄道（JR東日本）只見線の駅である。

## 歴史
会津線の会津川口駅から只見駅までは、電源開発の専用線を利用して1963年（昭和38年）8月20日に開通しているが、当初この駅は設けられなかった。この駅は開通2年後の1965年（昭和40年）2月1日に、本名駅・会津越川駅・会津大塩駅とともに開業している。

### 年表
- 1965年（昭和40年）2月1日：開業[1][2]。旅客のみ取り扱いの無人駅[3]。
- 1987年（昭和62年）4月1日：国鉄分割民営化により、 東日本旅客鉄道（JR東日本）の駅となる[1]。
- 2011年（平成23年）7月30日：新潟福島豪雨により、営業を休止。
- 2011年（平成23年）11月1日：会津川口 - 当駅 - 只見間でバス代行を開始[4]。
- 2022年（令和4年）10月1日：只見線の全線運転再開に伴い、営業を再開[5]。あわせて、バス代行を終了。
- 2024年（令和6年）9月：駅舎の壁画を、映画『青春18×2 君へと続く道』のエピソードにちなんだ塗装へと変更[6][7]。

## 駅構造
単式ホーム1面1線を有する地上駅である。ほぼ北東から南西に走る線路の北西側に短いホームを添えただけの簡単なつくりとなっている。ホームは列車1両分の長さしかないため、2両以上の編成を持つ列車では、前側の車輛の扉を使って（ドアカット）の乗降となる。
会津若松駅管理の無人駅で、ホームに接して小さな待合所がある。のちに保線用の小さな倉庫が増築されている。2024年（令和6年）9月には、駅舎の塗装が、同年公開の映画『青春18×2 君へと続く道』のエピソードにちなんだものへと変更された。これは、只見線の利用促進を目的に、只見町が映画『青春18×2 君へと続く道』を担当した絵本作家へと依頼したことによる。

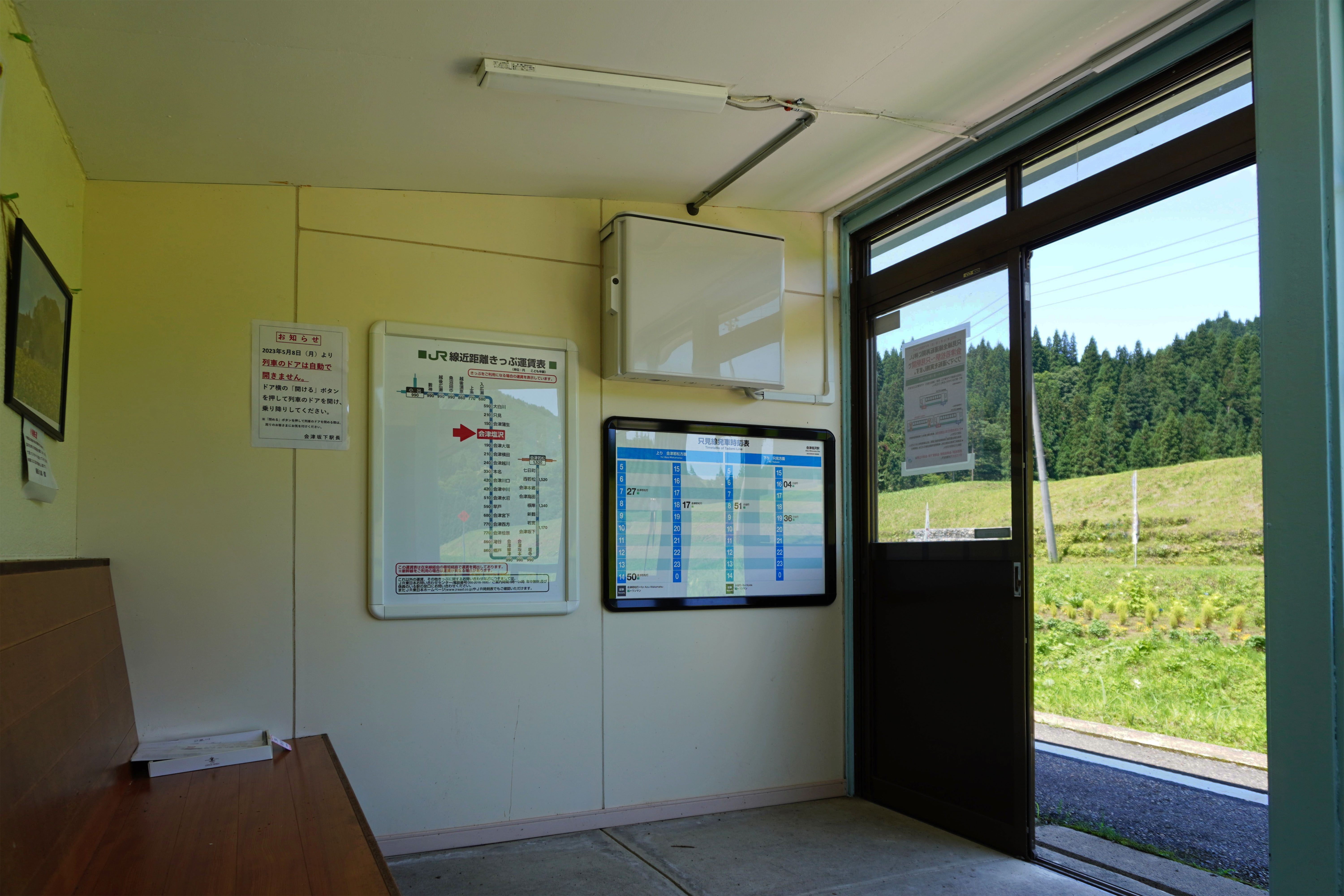
待合室（2023年7月）

## 利用状況
「福島県統計年鑑」によると、2000年度（平成12年度）- 2004年度（平成16年度）の1日平均乗車人員の推移は以下のとおりであった。
| 乗車人員推移       | 乗車人員推移     | 乗車人員推移 |
| 年度               | 1日平均 乗車人員 | 出典         |
| ------------------ | ---------------- | ------------ |
| 2000年（平成12年） | 3                | [ 8 ]        |
| 2001年（平成13年） | 3                | [ 9 ]        |
| 2002年（平成14年） | 3                | [ 10 ]       |
| 2003年（平成15年） | 3                | [ 11 ]       |
| 2004年（平成16年） | 0                | [ 12 ]       |

## 駅周辺
駅の南を国道252号が走り、そのさらに南を只見川が流れている。駅の東には上田集落があり、国道は駅の西側にある寄岩橋で只見川を渡っている。駅の北東では、約300メートルほどの所で小塩沢が、約500メートルのところで塩沢川が只見川に注いでおり、只見線と国道はこれらを橋でわたっている。駅付近の集落としては上田のほか小塩沢と塩沢川にはさまれた地点にある林崎、塩沢川の左岸にある高塩があり、さらに上田の集落の東のはずれからは只見川対岸の十島集落へ、十島橋がのびている。駅の南には、標高およそ900メートルの鷲が倉山がそびえている。
- 河井継之助記念館 - 林崎。河井は長岡藩家老で、この地で官軍との戦争のため没したことから記念館がある。山塩資料館を併設している。
- 塩沢簡易郵便局
- 民宿いわぶち - 江戸時代の名主屋敷を利用した宿泊施設

## 隣の駅
東日本旅客鉄道（JR東日本）
■只見線
会津大塩駅 - 会津塩沢駅 - 会津蒲生駅